# 2006-os labdarúgó-világbajnokság-selejtező (UEFA)
A 2006-os labdarúgó-világbajnokság selejtezőjének UEFA-zónájában összesen 51 nemzet versenyzett a 13 helyért (a 14. helyet a rendező Németország kapta meg).
Az 51 indulót öt hatcsapatos és három hétcsapatos, összesen nyolc csoportba sorsolták. Minden csapat minden csoportellenfelével két mérkőzést játszott (egyet hazai pályán és egyet az ellenfél vendégeként). A legtöbb pontot szerző csapat végzett a csoport élén. Ha két vagy több csapat ugyanannyi pontot szerzett a sorrend meghatározása az itt leírtak alapján történt. A csoportok győztesei kvalifikálták magukat a világbajnokságra. A csoportok második helyezettjeit sorrendbe állították. Az igazságosság érdekében a hétcsapatos csoportokban a csoportutolsók ellen elért eredményeket nem vették figyelembe a rangsorolásnál. Az így kialakított sorrend alapján a két legjobb csoportmásodik is megszerezte az indulási jogot a világbajnokságra. A megmaradt hat csapatot párokba sorsolták, akik oda-visszavágós rendszerben, pótselejtezőn döntötték el a fennmaradó három hely sorsát. E párharcok győztesei is kijutottak a világbajnokságra.
A magyar labdarúgó-válogatott a 8. csoportba került. A tíz mérkőzésen négy győzelemmel, két döntetlennel és négy vereséggel, tizenhárom rúgott- és tizennégy kapott góllal, Horvátország, Svédország és Bulgária mögött, valamint Izland és Málta előtt, tizennégy ponttal végül a negyedik helyen végzett.

## Első forduló
1. csoport
| Hely. | Csapat       | M  | Gy | D | V | G+ | G– | Gk  | P  | Továbbjutás                         |     | Hollandia | Csehország | Románia | Finnország | Észak-Macedónia | Örményország | Andorra |
| ----- | ------------ | -- | -- | - | - | -- | -- | --- | -- | ----------------------------------- | --- | --------- | ---------- | ------- | ---------- | --------------- | ------------ | ------- |
| 1.    | Hollandia    | 12 | 10 | 2 | 0 | 27 | 3  | +24 | 32 | Kijutott a 2006-os világbajnokságra |     | —         | 2–0        | 2–0     | 3–1        | 0–0             | 2–0          | 4–0     |
| 2.    | Csehország   | 12 | 9  | 0 | 3 | 35 | 12 | +23 | 27 | Pótselejtezőre került               |     | 0–2       | —          | 1–0     | 4–3        | 6–1             | 4–1          | 8–1     |
| 3.    | Románia      | 12 | 8  | 1 | 3 | 20 | 10 | +10 | 25 |                                     |     | 0–2       | 2–0        | —       | 2–1        | 2–1             | 3–0          | 2–0     |
| 4.    | Finnország   | 12 | 5  | 1 | 6 | 21 | 19 | +2  | 16 |                                     | 0–4 | 0–3       | 0–1        | —       | 5–1        | 3–1             | 3–0          |         |
| 5.    | Macedónia    | 12 | 2  | 3 | 7 | 11 | 24 | −13 | 9  |                                     | 2–2 | 0–2       | 1–2        | 0–3     | —          | 3–0             | 0–0          |         |
| 6.    | Örményország | 12 | 2  | 1 | 9 | 9  | 25 | −16 | 7  |                                     | 0–1 | 0–3       | 1–1        | 0–2     | 1–2        | —               | 2–1          |         |
| 7.    | Andorra      | 12 | 1  | 2 | 9 | 4  | 34 | −30 | 5  |                                     | 0–3 | 0–4       | 1–5        | 0–0     | 1–0        | 0–3             | —            |         |

2. csoport
| Hely. | Csapat      | M  | Gy | D | V  | G+ | G– | Gk  | P  | Továbbjutás                         |     | Ukrajna | Törökország | Dánia | Görögország | Albánia | Grúzia | Kazahsztán |
| ----- | ----------- | -- | -- | - | -- | -- | -- | --- | -- | ----------------------------------- | --- | ------- | ----------- | ----- | ----------- | ------- | ------ | ---------- |
| 1.    | Ukrajna     | 12 | 7  | 4 | 1  | 18 | 7  | +11 | 25 | Kijutott a 2006-os világbajnokságra |     | —       | 0–1         | 1–0   | 1–1         | 2–2     | 2–0    | 2–0        |
| 2.    | Törökország | 12 | 6  | 5 | 1  | 23 | 9  | +14 | 23 | Pótselejtezőn vett részt            |     | 0–3     | —           | 2–2   | 0–0         | 2–0     | 1–1    | 4–0        |
| 3.    | Dánia       | 12 | 6  | 4 | 2  | 24 | 12 | +12 | 22 |                                     |     | 1–1     | 1–1         | —     | 1–0         | 3–1     | 6–1    | 3–0        |
| 4.    | Görögország | 12 | 6  | 3 | 3  | 15 | 9  | +6  | 21 |                                     | 0–1 | 0–0     | 2–1         | —     | 2–0         | 1–0     | 3–1    |            |
| 5.    | Albánia     | 12 | 4  | 1 | 7  | 11 | 20 | −9  | 13 |                                     | 0–2 | 0–1     | 0–2         | 2–1   | —           | 3–2     | 2–1    |            |
| 6.    | Grúzia      | 12 | 2  | 4 | 6  | 14 | 25 | −11 | 10 |                                     | 1–1 | 2–5     | 2–2         | 1–3   | 2–0         | —       | 0–0    |            |
| 7.    | Kazahsztán  | 12 | 0  | 1 | 11 | 6  | 29 | −23 | 1  |                                     | 1–2 | 0–6     | 1–2         | 1–2   | 0–1         | 1–2     | —      |            |

3. csoport
| Hely. | Csapat        | M  | Gy | D | V | G+ | G– | Gk  | P  | Továbbjutás                         |     | Portugália | Szlovákia | Oroszország | Észtország | Lettország | Liechtenstein |
| ----- | ------------- | -- | -- | - | - | -- | -- | --- | -- | ----------------------------------- | --- | ---------- | --------- | ----------- | ---------- | ---------- | ------------- |
| 1.    | Portugália    | 12 | 9  | 3 | 0 | 35 | 5  | +30 | 30 | Kijutott a 2006-os világbajnokságra |     | —          | 2–0       | 7–1         | 4–0        | 3–0        | 2–1           |
| 2.    | Szlovákia     | 12 | 6  | 5 | 1 | 24 | 8  | +16 | 23 | Továbbjutott a második fordulóba    |     | 1–1        | —         | 0–0         | 1–0        | 4–1        | 7–0           |
| 3.    | Oroszország   | 12 | 6  | 5 | 1 | 23 | 12 | +11 | 23 |                                     |     | 0–0        | 1–1       | —           | 4–0        | 2–0        | 2–0           |
| 4.    | Észtország    | 12 | 5  | 2 | 5 | 16 | 17 | −1  | 17 |                                     | 0–1 | 1–2        | 1–1       | —           | 2–1        | 2–0        |               |
| 5.    | Lettország    | 12 | 4  | 3 | 5 | 18 | 21 | −3  | 15 |                                     | 0–2 | 1–1        | 1–1       | 2–2         | —          | 1–0        |               |
| 6.    | Liechtenstein | 12 | 2  | 2 | 8 | 13 | 23 | −10 | 8  |                                     | 2–2 | 0–0        | 1–2       | 1–2         | 1–3        | —          |               |

4. csoport
| Hely. | Csapat        | M  | Gy | D | V | G+ | G– | Gk  | P  | Továbbjutás                         |     | Franciaország | Svájc | Izrael | Írország | Ciprusi Köztársaság | Feröer |
| ----- | ------------- | -- | -- | - | - | -- | -- | --- | -- | ----------------------------------- | --- | ------------- | ----- | ------ | -------- | ------------------- | ------ |
| 1.    | Franciaország | 10 | 5  | 5 | 0 | 14 | 2  | +12 | 20 | Kijutott a 2006-os világbajnokságra |     | —             | 0–0   | 0–0    | 0–0      | 4–0                 | 3–0    |
| 2.    | Svájc         | 10 | 4  | 6 | 0 | 18 | 7  | +11 | 18 | Továbbjutott a második fordulóba    |     | 1–1           | —     | 1–1    | 1–1      | 1–0                 | 6–0    |
| 3.    | Izrael        | 10 | 4  | 6 | 0 | 15 | 10 | +5  | 18 |                                     |     | 1–1           | 2–2   | —      | 1–1      | 2–1                 | 2–1    |
| 4.    | Írország      | 10 | 4  | 5 | 1 | 12 | 5  | +7  | 17 |                                     | 0–1 | 0–0           | 2–2   | —      | 3–0      | 2–0                 |        |
| 5.    | Ciprus        | 10 | 1  | 1 | 8 | 8  | 20 | −12 | 4  |                                     | 0–2 | 1–3           | 1–2   | 0–1    | —        | 2–2                 |        |
| 6.    | Feröer        | 10 | 0  | 1 | 9 | 4  | 27 | −23 | 1  |                                     | 0–2 | 1–3           | 0–2   | 0–2    | 0–3      | —                   |        |

5. csoport
| Hely. | Csapat           | M  | Gy | D | V | G+ | G– | Gk  | P  | Továbbjutás                         |     | Olaszország | Norvégia | Skócia | Szlovénia | Fehéroroszország | Moldova |
| ----- | ---------------- | -- | -- | - | - | -- | -- | --- | -- | ----------------------------------- | --- | ----------- | -------- | ------ | --------- | ---------------- | ------- |
| 1.    | Olaszország      | 10 | 7  | 2 | 1 | 17 | 8  | +9  | 23 | Kijutott a 2006-os világbajnokságra |     | —           | 2–1      | 2–0    | 1–0       | 4–3              | 2–1     |
| 2.    | Norvégia         | 10 | 5  | 3 | 2 | 12 | 7  | +5  | 18 | Továbbjutott a második fordulóba    |     | 0–0         | —        | 1–2    | 3–0       | 1–1              | 1–0     |
| 3.    | Skócia           | 10 | 3  | 4 | 3 | 9  | 7  | +2  | 13 |                                     |     | 1–1         | 0–1      | —      | 0–0       | 0–1              | 2–0     |
| 4.    | Szlovénia        | 10 | 3  | 3 | 4 | 10 | 13 | −3  | 12 |                                     | 1–0 | 2–3         | 0–3      | —      | 1–1       | 3–0              |         |
| 5.    | Fehéroroszország | 10 | 2  | 4 | 4 | 12 | 14 | −2  | 10 |                                     | 1–4 | 0–1         | 0–0      | 1–1    | —         | 4–0              |         |
| 6.    | Moldova          | 10 | 1  | 2 | 7 | 5  | 16 | −11 | 5  |                                     | 0–1 | 0–0         | 1–1      | 1–2    | 2–0       | —                |         |

6. csoport
| Hely. | Csapat         | M  | Gy | D | V | G+ | G– | Gk  | P  | Továbbjutás                         |     | Anglia | Lengyelország | Ausztria | Észak-Írország | Wales | Azerbajdzsán |
| ----- | -------------- | -- | -- | - | - | -- | -- | --- | -- | ----------------------------------- | --- | ------ | ------------- | -------- | -------------- | ----- | ------------ |
| 1.    | Anglia         | 10 | 8  | 1 | 1 | 17 | 5  | +12 | 25 | Kijutott a 2006-os világbajnokságra |     | —      | 2–1           | 1–0      | 4–0            | 2–0   | 2–0          |
| 2.    | Lengyelország  | 10 | 8  | 0 | 2 | 27 | 9  | +18 | 24 | Kijutott a 2006-os világbajnokságra |     | 1–2    | —             | 3–2      | 1–0            | 1–0   | 8–0          |
| 3.    | Ausztria       | 10 | 4  | 3 | 3 | 15 | 12 | +3  | 15 |                                     |     | 2–2    | 1–3           | —        | 2–0            | 1–0   | 2–0          |
| 4.    | Észak-Írország | 10 | 2  | 3 | 5 | 10 | 18 | −8  | 9  |                                     | 1–0 | 0–3    | 3–3           | —        | 2–3            | 2–0   |              |
| 5.    | Wales          | 10 | 2  | 2 | 6 | 10 | 15 | −5  | 8  |                                     | 0–1 | 2–3    | 0–2           | 2–2      | —              | 2–0   |              |
| 6.    | Azerbajdzsán   | 10 | 0  | 3 | 7 | 1  | 21 | −20 | 3  |                                     | 0–1 | 0–3    | 0–0           | 0–0      | 1–1            | —     |              |

7. csoport
| Hely. | Csapat                | M  | Gy | D | V  | G+ | G– | Gk  | P  | Továbbjutás                         |     | Szerbia és Montenegró | Spanyolország | Bosznia-Hercegovina | Belgium | Litvánia | San Marino |
| ----- | --------------------- | -- | -- | - | -- | -- | -- | --- | -- | ----------------------------------- | --- | --------------------- | ------------- | ------------------- | ------- | -------- | ---------- |
| 1.    | Szerbia és Montenegró | 10 | 6  | 4 | 0  | 16 | 1  | +15 | 22 | Kijutott a 2006-os világbajnokságra |     | —                     | 0–0           | 1–0                 | 0–0     | 2–0      | 5–0        |
| 2.    | Spanyolország         | 10 | 5  | 5 | 0  | 19 | 3  | +16 | 20 | Továbbjutott a második fordulóba    |     | 1–1                   | —             | 1–1                 | 2–0     | 1–0      | 5–0        |
| 3.    | Bosznia-Hercegovina   | 10 | 4  | 4 | 2  | 12 | 9  | +3  | 16 |                                     |     | 0–0                   | 1–1           | —                   | 1–0     | 1–1      | 3–0        |
| 4.    | Belgium               | 10 | 3  | 3 | 4  | 16 | 11 | +5  | 12 |                                     | 0–2 | 0–2                   | 4–1           | —                   | 1–1     | 8–0      |            |
| 5.    | Litvánia              | 10 | 2  | 4 | 4  | 8  | 9  | −1  | 10 |                                     | 0–2 | 0–0                   | 0–1           | 1–1                 | —       | 4–0      |            |
| 6.    | San Marino            | 10 | 0  | 0 | 10 | 2  | 40 | −38 | 0  |                                     | 0–3 | 0–6                   | 1–3           | 1–2                 | 0–1     | —        |            |

8. csoport
| Hely. | Csapat       | M  | Gy | D | V | G+ | G– | Gk  | P  | Továbbjutás                         |     | Horvátország | Svédország | Bulgária | Magyarország | Izland | Málta |
| ----- | ------------ | -- | -- | - | - | -- | -- | --- | -- | ----------------------------------- | --- | ------------ | ---------- | -------- | ------------ | ------ | ----- |
| 1.    | Horvátország | 10 | 7  | 3 | 0 | 21 | 5  | +16 | 24 | Kijutott a 2006-os világbajnokságra |     | —            | 1–0        | 2–2      | 3–0          | 4–0    | 3–0   |
| 2.    | Svédország   | 10 | 8  | 0 | 2 | 30 | 4  | +26 | 24 | Kijutott a 2006-os világbajnokságra |     | 0–1          | —          | 3–0      | 3–0          | 3–1    | 6–0   |
| 3.    | Bulgária     | 10 | 4  | 3 | 3 | 17 | 17 | 0   | 15 |                                     |     | 1–3          | 0–3        | —        | 2–0          | 3–2    | 4–1   |
| 4.    | Magyarország | 10 | 4  | 2 | 4 | 13 | 14 | −1  | 14 |                                     | 0–0 | 0–1          | 1–1        | —        | 3–2          | 4–0    |       |
| 5.    | Izland       | 10 | 1  | 1 | 8 | 14 | 27 | −13 | 4  |                                     | 1–3 | 1–4          | 1–3        | 2–3      | —            | 4–1    |       |
| 6.    | Málta        | 10 | 0  | 3 | 7 | 4  | 32 | −28 | 3  |                                     | 1–1 | 0–7          | 1–1        | 0–2      | 0–0          | —      |       |

## Pótselejtezők
| Csapat        | Mérk | Gy | D | V | G+ | G- | +/- | P  |
| ------------- | ---- | -- | - | - | -- | -- | --- | -- |
| Svédország    | 10   | 8  | 0 | 2 | 30 | 4  | 26  | 24 |
| Lengyelország | 10   | 8  | 0 | 2 | 27 | 9  | 18  | 24 |
| Csehország    | 10   | 7  | 0 | 3 | 23 | 11 | 12  | 21 |
| Spanyolország | 10   | 5  | 5 | 0 | 19 | 3  | 16  | 20 |
| Svájc         | 10   | 4  | 6 | 0 | 18 | 7  | 11  | 18 |
| Norvégia      | 10   | 5  | 3 | 2 | 12 | 7  | 5   | 18 |
| Szlovákia     | 10   | 4  | 5 | 1 | 17 | 7  | 10  | 17 |
| Törökország   | 10   | 4  | 5 | 1 | 13 | 9  | 4   | 17 |

| 1. csapat     | Össz.       | 2. csapat   | 1. mérk. | 2. mérk. |
| ------------- | ----------- | ----------- | -------- | -------- |
| Spanyolország | 6 – 2       | Szlovákia   | 5 – 1    | 1 – 1    |
| Svájc         | 4 – 4 (i.g) | Törökország | 2 – 0    | 2 – 4    |
| Norvégia      | 0 – 2       | Csehország  | 0 – 1    | 0 – 1    |